# شیک شک
شیک شک (انگلیسی: Shake Shack) شرکت رستوران‌های زنجیره‌ای آمریکایی است، که در سال ۲۰۰۴ تأسیس شد.